# 南希·加拉皮克
南希·加拉皮克（英語：Nancy Garapick，1961年9月24日—），加拿大前女子游泳运动员，主攻仰泳。她曾代表加拿大参加1976年夏季奥林匹克运动会游泳比赛，获得二枚铜牌。